# 袁頌西
袁頌西（1933年1月23日—），江蘇鹽城人，政治學學者，畢業於國立台灣大學政治學系、研究所碩士班。曾任國立臺灣大學法律學院院長、交通部政務次長、教育部政務次長，國立暨南大學籌備處主任，國立暨南國際大學在台復校首任校長。

## 學歷
- 國立臺中第二高級中學
- 國立台灣大學政治學系
- 國立台灣大學政治學系研究所碩士班

## 簡歷
- 國立臺灣大學政治系名譽教授
- 國立臺灣大學法律學院院長
- 中華民國交通部政務次長
- 中華民國教育部高教司長
- 中華民國教育部政務次長
- 國立暨南國際大學籌備處處長
- 國立暨南國際大學校長

## 專業貢獻
待補

## 專業榮譽
- 1999年獲頒教育部一等教育文化獎章[4]。

## 中文專書
- 《臺灣地區政治參與之硏究》，1984年，中央研究院三民主義研究所
- 《中華民國選舉罷免制度》，1985年，中央選舉委員會
- 《政治社會化：理論與實證》，2004年，三民書局
- 《當代政治研究：方法與理論探微》，2003年，三民書局